# Batoszewo
Batoszewo (bułg. Батошево) – wieś w środkowej Bułgarii, w obwodzie Gabrowo, w gminie Sewliewo. Według danych Narodowego Instytutu Statystycznego, 31 grudnia 2011 roku wieś liczyła 544 mieszkańców.

## Historia
W trakcie wojny bałkańskiej trzech mieszkańców wstąpiło do legionu Macedońsko-Adrianopolskiego.

## Gospodarka
W Batoszewie znajdują się dwie elektrownie wodne – WEC Batoszewo 1 i WEC Batoszewo 2. W miejscowości mieszczą się również zakłady przetwórstwa tworzyw sztucznych.

## Zabytki
- Monaster Zaśnięcia Matki Bożej w Batoszewie, wzniesiony w XIII w., odbudowany w XIX w.[5]
- Monaster Wprowadzenia Matki Bożej do Świątyni w Batoszewie, wzniesiony w XIX w.[6]